# Min mamma, din pappa
Min mamma, din pappa är ett svenskt dejtingprogram från 2023 som hade premiär på TV4 och TV4 play den 8 mars 2023.

## Handling
I Min mamma, din pappa stängs stängs elva frånskilda singlar mellan 45 och 58 år in i en villa med förhoppningen om att hitta kärleken. Deltagarna har nominerats till programmet av sina barn. Men vad föräldrarna inte vet är att barnen följer dejtandet via övervakningskameror. De har även möjlighet att styra över sina föräldrars dejtande. Programledare är Linda Lindorff som till sin hjälp har husvärden Lukas Orwin. Orwin betämmer tillsammans med barnen vilka som ska dejta, och sedan kan han antingen hjälpa eller stjälpa dejten.

## Medverkande
- Annina Hohenthal, 55 år
- Emil Berger, 47 år
- Jessica Grusell, 54 år
- Jesper Andersson, 52 år
- Mathilda Segerstad, 47 år
- Jussi Ora, 56 år
- Pia Hjälmkrona, 58 år
- Lennart Kingsson, 53 år
- Sigrid Åhs, 49 år
- Stefan Brodin, 54 år
- Tanja Madsen, 54 år